# Seebergalm
Die Seebergalm ist eine Alm in der Gemeinde Bayrischzell.
Eine Almhütte der Seebergalm sowie eine Klaubsteinmauer stehen unter Denkmalschutz und sind unter der Nummer D-1-82-112-57 in die Bayerische Denkmalliste eingetragen.

## Baubeschreibung
Die Almhütte der Seebergalm ist ein erdgeschossiger, verputzter Massivbau mit Flachsatteldach und ist mit dem Jahr 1760 bezeichnet. Von der Klaubsteinmauer, die im 18. Jahrhundert als Einfriedung des Almangers angelegt wurde, sind noch Reste vorhanden.
Die westliche Hütte, der ehemalige Jungviehstall, stammt ebenfalls aus dem Jahr 1760. Der Stall wurde im 20. Jahrhundert zu Wohnzwecken umgebaut, da das ursprüngliche Gebäude fast verfallen war.

## Heutige Nutzung
Die Alm wird landwirtschaftlich genutzt und von der Neuhüttenalm aus mitbestoßen.

## Lage
Die Seebergalm liegt im Mangfallgebirge unterhalb des Seebergkopfs auf einer Höhe von 1340 m ü. NN.